# Santiago Uceda Castillo
Santiago Evaristo Uceda Castillo (Santiago de Chuco, 12 de octubre de 1954 –Trujillo, 14 de enero de 2018) fue un arqueólogo, escritor, docente e investigador peruano. Fue reconocido como Personalidad Meritoria de la Cultura en 2013 por el Ministerio de Cultura de Perú.
Santiago Uceda Castillo se licenció en arqueología por la Universidad Nacional de Trujillo (UNT), luego obtuvo el título de magíster en Geología del Cuaternario y el título de Doctor en Ciencias por la Universidad de Burdeos.
Participó como docente en la UNT, y participó como docente invitado en los ciclos doctorales de la Universidad Pablo de Olavide en Sevilla y de la Universidad Autónoma de Barcelona.
Fue director del Museo Bruning de 1981 a 1982, director del Proyecto Arqueológico Chavimochic de 1987 a 1991, y codirector, junto al arqueólogo Ricardo Morales, del Proyecto Huacas del Sol y de la Luna desde 1991 hasta su fallecimiento en 2018. También ocupó el cargo de decado de la UNT hasta su muerte.
La última actividad fuera de Perú de Santiago Uceda fue la de curador de la exposición « Perú, antes de los Incas » en el Museo de Quai Branly – Jacques Chirac en Francia que se realizó desde el 14 de noviembre del 2017 al 1 de abril del 2018.